# Umm Ruwaba
Umm Ruwaba hay Umm Ruwabah (tiếng Ả Rập: أم روابة) là một thành phố ở bang Bắc Kordofan của Sudan. Bằng đường bộ, nó nằm cách El Obeid 147 km (91 mi) về phía đông nam và cách Rabak 184 km (114 mi) về phía tây. Được thành lập bởi Đế quốc Ottoman vào năm 1820, nó nằm ở giao lộ giữa các tuyến đường của đoàn xe lạc đà.

## Lịch sử
Vào ngày 27 tháng 4 năm 2013, thành phố đã bị tấn công bởi Mặt trận Cách mạng Sudan, một nhóm phiến quân nổi dậy. Chính phủ đã cố gắng "kiểm soát" khu vực, nhưng đã gây ra các cuộc biểu tình về tình trạng thiếu an ninh.

## Địa lý
Umm Ruwaba nằm ở miền trung nam Sudan trong vùng Sahel, với khí hậu bán khô hạn. Nó có lượng mưa trung bình hàng năm từ 300 đến 450 mm. Các tầng ngậm nước được coi là có khả năng cung cấp nước tốt cho khu vực. Nước thường được khai thác từ độ sâu 300 đến 400 ft, mặc dù một số lỗ khoan đã được đào sâu tới 1000 ft. Về mặt địa chất, nó nằm trong bồn địa Umm Ruwaba có từ kỷ Đệ Tam-Đệ Tứ, được cấu tạo chủ yếu bởi trầm tích dễ bay hơi.

## Kinh tế
Nằm trong vùng Sahel, Umm Ruwaba thường xuyên phải hứng chịu những đợt hạn hán, suy thoái đất đai và nạn đói. Nạn đói 1983-1985 đã ảnh hưởng nghiêm trọng đến khu vực và gây ra bạo loạn lương thực trong thành phố. Các cây trồng chính của nó là kê và cao lương để tiêu thụ trong gia đình, và vừng để bán ở các thị trường địa phương. Thành phố là một kho trữ lương thực quan trọng của nhiều nông dân trong huyện. Sở Cầu đường Sudan đang tìm cách cải thiện giao thông đường bộ giữa thành phố và thủ phủ El Obeid.

## Nhân khẩu và tôn giáo
Các nhóm dân tộc chính trong thành phố là Gawamma và Shanabla. Đây là một khu vực theo Hồi giáo, nhưng một báo cáo năm 1980 ghi lại rằng một tổ chức chống Hồi giáo đã bắt 40 gia đình cải sang Cơ đốc giáo.

## Người nổi tiếng
- Mamoun Beheiry, nhà kinh tế học, ủy viên đầu tiên của Ngân hàng Trung ương Sudan và chủ tịch đầu tiên của Ngân hàng Phát triển châu Phi (sinh ngày 1 tháng 10 năm 1925)
- Talal Nayer, họa sĩ và nhà làm phim hoạt hình (sinh ngày 13 tháng 1 năm 1983)